# Campylandra lichuanensis
Campylandra lichuanensis är en sparrisväxtart som först beskrevs av Y.K.Yang, J.K.Wu och D.T.Peng, och fick sitt nu gällande namn av M.N.Tamura, S.Yun Li. Campylandra lichuanensis ingår i släktet Campylandra och familjen sparrisväxter. Inga underarter finns listade i Catalogue of Life.